# Bareia oculigera
Bareia oculigera är en fjärilsart som beskrevs av Achille Guenée 1852. Bareia oculigera ingår i släktet Bareia och familjen nattflyn. Inga underarter finns listade i Catalogue of Life.